# Марішка Гарґітей
Марішка Маґдолна Гарґітей (англ. Mariska Magdolna Hargitay, нар. 23 січня 1964) —  американська акторка, продюсерка і благодійниця німецько-угорського походження. 
Головна роль детективки Олівії Бенсон, що розслідує злочини на сексуальному ґрунті в телевізійній драмі «Закон і порядок: Спеціальний корпус» принесла їй визнання критики і безліч нагород і номінацій, включаюч «Золотий глобус» у 2005 і «Еммі» в 2006. У 2004 році вона заснувала організацію Joyful Heart Foundation, яка здійснює допомогу жінкам, які зазнали сексуального насильства.
Гарґітей з 2007 року є найбільш високооплачуваною акторкою в драмі на телебаченні з зарплатою $375–385 тисяч за один епізод. У 2010 році вона увійшла до списку «Ста найбагатших і найвпливовіших людей» за версією Forbes з доходом більше $10 млн. на рік. Починаючи з 2012 року її гонорар становить рекордні $500,000 за один епізод серіалу. У 2013 році Гарґітей була удостоєна власної зірки на Голлівудській «Алеї слави».

## Біографія
Марішка Маґдолна Гарґітей народилася 23 січня 1964 року в Санта-Моніці, штат Каліфорнія. Її батьками були легендарна акторка 1950-х років Джейн Менсфілд і угорський культурист Міккі Гарґітей. Акторка має двох зведених сестр, Джейн Марі Менсфілд і Тіна Гарґітей; двох братів, Мікліс і Золтан Гарґітей, і зведеного брата, Антоніо Оттавіано.
Її батьки розлучилися в травні 1963 року, але пізніше суддя визнав їх мексиканське розлучення недійсним. Вони зійшлися за кілька місяців до народження Марішки, але пізніше знову розійшлися. Кілька тижнів потому мати пошлюбила режисера Метта Кімбер, який працював з нею в 1964 році на зйомках фільму «Автобусна зупинка» за мотивами п'єси Вільяма Інджа.
26 червня 1967 року мати загинула в автокатастрофі разом зі своїм бойфрендом Семом Броді. У Марішки, якій тоді було три з половиною роки, залишився шрам на голові. Її брати Мікліс і Золтан відбулися невеликими травмами. Після смерті матері дітей виростив батько зі своєю третьою дружиною Елен Сіано.

## Кар'єра

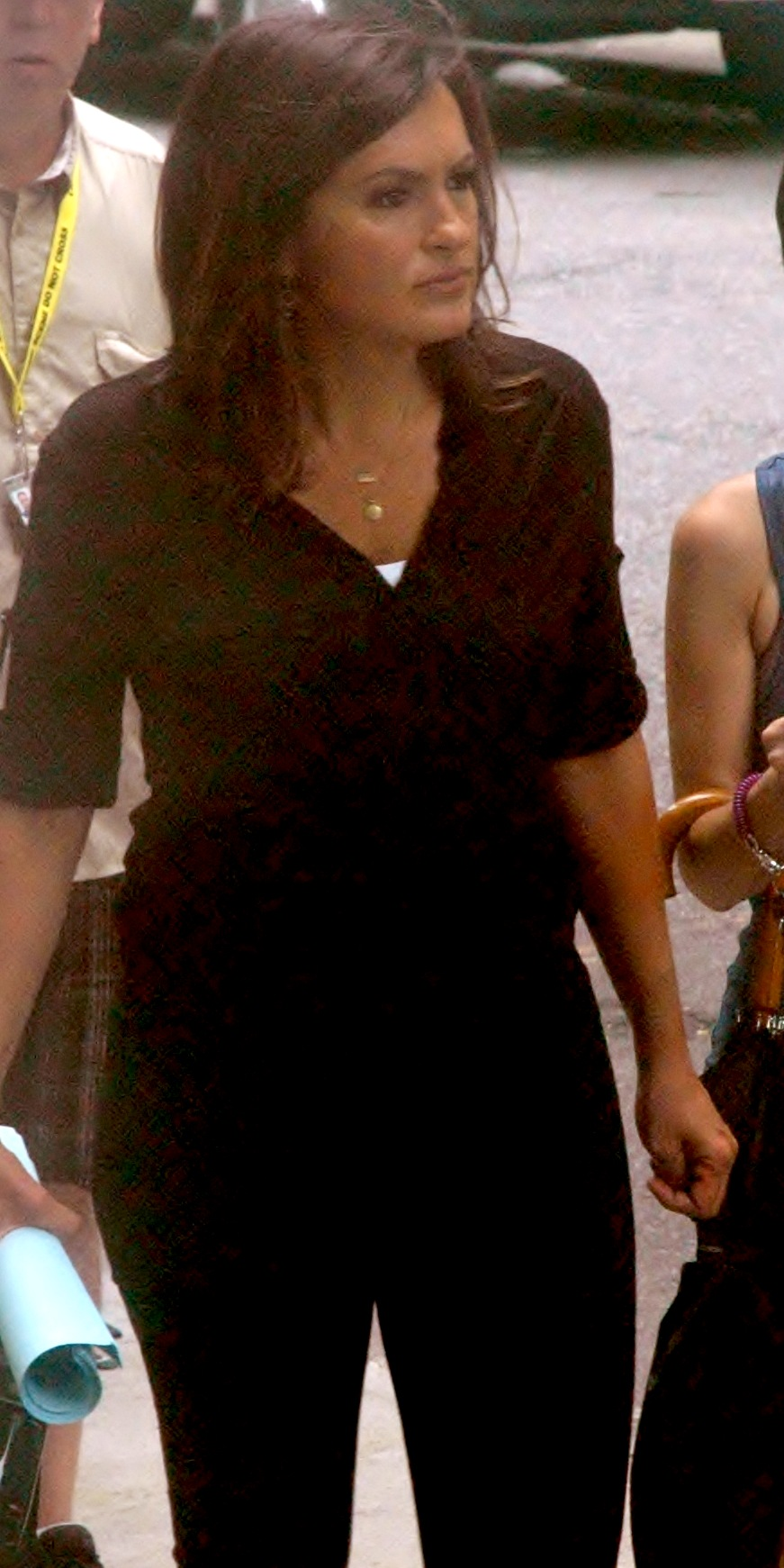
Гарґітей на зйомках серіалу «Закон і порядок: Спеціальний корпус», серпень 2010

### Початок кар'єри
У 1982 році Марішка виграла конкурс краси «Міс Беверлі Хілз» і посіла четверте місце на конкурсі «Міс Каліфорнія», після чого почала акторську кар'єру з невеликих ролей. Одночасно продовжувала вивчати акторську майстерність і в 1985 році дебютувала у фільмі «Гобліни». Згодом знялася в ряді кіно- і теле-проєктів.
Наприкінці 1980-х і початку 1990-х активно знімалася в кіно і на ТБ, на її рахунку в той час ролі в фільмах «Гобліни» (1985), «Досконала зброя» (1991), «Грабіжник банків» (1993), «Залишаючи Лас-Вегас» (1995), «Лейк Плесід: Озеро страху» (1999). Також акторка активно знімалася в телевізійних серіалах, найвідоміші з яких «Рятівники Малібу», «Сайнфелд», «Швидка допомога» та інші.

### 1999 — зараз: «Закон і порядок: Спеціальний корпус»
Весною 1999 року Гарґітей пройшла кастинг на роль детективки Олівії Бенсон серед безлічі претенденток. В остаточному підсумку було відібрано 6 акторок і роль отримала Гарґітей. На роль її напарника Еліота Стеблера пробувалися такі актори як Тім Метісон, Джон Слеттері і Крістофер Мелоні. Мелоні і Гарґітей прослуховувалися в фінальному відборі перед керівництвом NBC і творцем Діком Вульфом. Настала мертва тиша і Вульф сказав: «Ну що ж, без сумнівів ми повинні вибрати Мелоні і Гарґітей». Дует акторів, які створюють напружену хімію між героями, як сказав Вульф згодом.
У 2006 році, навіть під час вагітності, акторка продовжувала зніматися в серіалі. В останні місяці вагітності в 2006 році вона пішла у відпустку і в серіал на час її відсутності була введена героїня у виконанні Конні Нільсен.
У травні 2009 року після закінчення контракту з шоу акторка разом зі своїм колегою Крістофером Мелоні уклала більш вигідний контракт, ще на два сезони. Ходили чутки, що керівництво NBC погрожувало замінити акторів, які вимагали величезних гонорарів, але через два місяці було оголошено, що канал все ж уклав новий контракт з акторами.

## Громадська діяльність

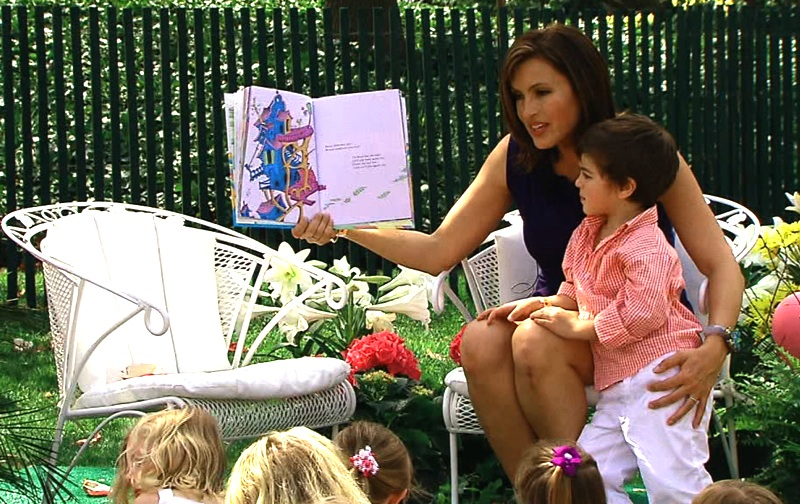
Гарґітей читає хворим дітям у 2010 році

У 2004 році Гарґітей заснувала благодійний фонд допомоги простраждалим від сексуального насильства і дітям, які зазнали жорстокого поводженню з боку дорослих. На 2010 рік фонд допоміг більше п'яти тисячам постраждалих. Станом на квітень 2011 року фонд зібрав понад 20 мільйонів спонсорських пожертвувань для допомоги постраждалим. Також Гарґітей регулярно робить пожертвування різним організаціям, спрямованим на допомогу нужденним.

## Особисте життя
З 28 серпня 2004 року Гарґітей одружена з актором і сценаристом Пітером Германном. У подружжя є троє дітей: рідний син Август Міклош Фрідріх Германн (нар.28.06.06) і двоє прийомних дітей: дочка Амайя Джозефіна Германн і Ендрю Ніколас Германн (обидва народилися в 2011 році).
В кінці грудня 2008 року, Гарґітей постраждала через пневмоторакс після невдалого виконання трюку на зйомках серіалу «Закон і порядок: Спеціальний корпус». Вона перенесла операцію в січні і повернулася до роботи незабаром після цього. 3 березня 2009 вона була госпіталізована після болей у грудях, пов'язаних з травмою, і їй потрібна була ще одна операція. Вона не стала брати відпустку і пропустила лише один епізод десятого сезону внаслідок операції.

## Фільмографія

### ТБ
| Рік          | Назва                             | Роль                                 |
| ------------ | --------------------------------- | ------------------------------------ |
| 1986—1987    | Downtown                          | Джессі Сміт                          |
| 1988         | In the Heat of the Night          | Орін Гіггс                           |
| 1988         | Freddy’s Nightmares               | Марша                                |
| 1988         | Falcon Crest                      | Карлі Фікс                           |
| 1989         | Baywatch                          | Ліза Пітерс                          |
| 1990         | Wiseguy                           | Деббі Вітале                         |
| 1990         | thirtysomething                   | Кортні Данн                          |
| 1990         | Booker                            | Мішель Ларкін                        |
| 1990         | Gabriel’s Fire                    | Кармен                               |
| 1992         | Tequila and Bonetti               | Анджела Ґарсія                       |
| 1993         | Hotel Room                        | Діана                                |
| 1993         | Key West                          | Лаврі                                |
| 1993         | Seinfeld                          | Мелисса Шеннон                       |
| 1994         | All-American Girl                 | Джейн                                |
| 1995—1996    | Can’t Hurry Love                  | Діді Едельштейн                      |
| 1996         | Ellen                             | Дара                                 |
| 1996         | The Single Guy                    | Кейт Конклін                         |
| 1997         | Cracker                           | Детективка Пенні Гетфілд             |
| 1997—1998    | ER                                | Синтія Хупер                         |
| 1997, 2000   | Prince Street                     | Детективка Ніна Ішеверія             |
| 1999 — зараз | Law & Order: Special Victims Unit | Детективка / Сержантка Олівія Бенсон |
| 2005         | Law & Order: Trial by Jury        | Детективка Олівія Бенсон             |
| 2000, 2005   | Law & Order                       | Детективка Олівія Бенсон             |
| 2014         | Chicago P.D.                      | Сержантка Олівія Бенсон              |
| 2015         | Chicago Fire                      | Сержантка Олівія Бенсон              |

### Фільми
| Рік  | Назва (укр.)              | Назва (англ.)                | Роль             |
| ---- | ------------------------- | ---------------------------- | ---------------- |
| 1985 |                           | Ghoulies                     | Донна            |
| 1986 |                           | Welcome to 18                | Джой             |
| 1987 |                           | Jocks                        | Ніколь           |
| 1988 |                           | Mr. Universe                 | Марішка Гарґітей |
| 1989 |                           | Finish Line                  | Ліза Карш        |
| 1991 | Досконала зброя           | The Perfect Weapon           | Дженніфер        |
| 1991 | Важкий час для романтики  | Hard Time Romance            | Аніта            |
| 1991 |                           | Sutoroberi rodo              | Джилл Баннер     |
| 1993 | Наосліп                   | Blind Side                   | Мелані           |
| 1993 | Грабіжники банків         | Bank Robber                  | Маріса Бенуа     |
| 1994 |                           | Gambler V: Playing for Keeps | Етта Плейс       |
| 1995 | Залишаючи Лас-Вегас       | Leaving Las Vegas            | Повія у барі     |
| 1997 |                           | Night Sins                   | Пейдж Прайс      |
| 1997 |                           | The Advocate’s Devil         | Ренді            |
| 1999 |                           | Love American Style          | Венді            |
| 1999 | Лейк Плесід: Озеро страху | Lake Placid                  | Майра Окубо      |
| 2001 |                           | Perfume                      | Дарсі            |
| 2004 |                           | Plain Truth                  | Еллі Гаррісон    |
| 2006 |                           | Gedo senki                   | Тенер            |
| 2008 | Секс-гуру                 | The Love Guru                | Марішка Гарґітей |

### Відеоігри
- True Crime: New York City (2005) — Діна Діксон

## Нагороди та номінації

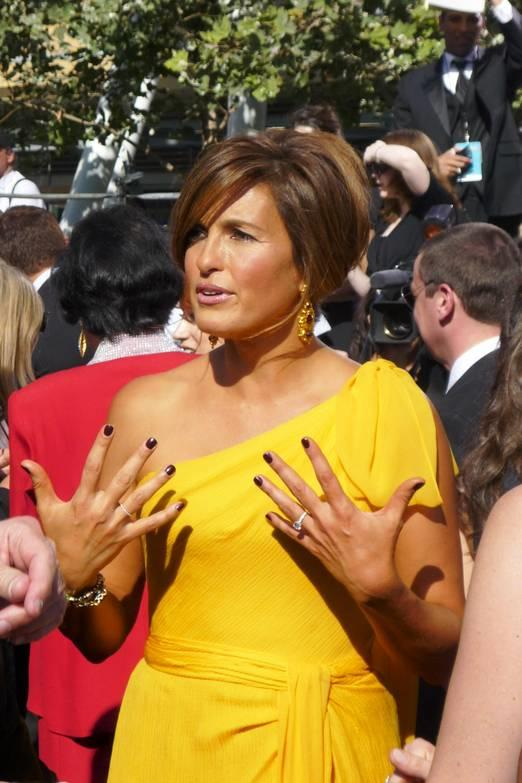
Марішка Гарґітей на церемонії «Еммі» у 2008 році

Список нагород і номінацій за роль детективки Олівії Бенсон в серіалі «Закон і порядок: Спеціальний корпус».
| Рік  | Нагорода                              | Категорія                                           |
| ---- | ------------------------------------- | --------------------------------------------------- |
| 2000 | Satellite Award                       | Найкраща акторка драматичного серіалу               |
| 2000 | Viewers for Quality Television Awards | Найкраща акторка драматичного серіалу               |
| 2000 | TV Guide Awards                       | Найкраща акторка нового серіалу                     |
| 2004 | Премія гільдії кіноакторів США        | Найкраща акторка драматичного серіалу               |
| 2004 | Prism Awards                          | Найкраще виконання у драматичному серіалі           |
| 2004 | Грейсі                                | Особисті досягнення за найкращу жіночу роль - драма |
| 2004 | Еммі                                  | Найкраща акторка драматичного серіалу               |
| 2005 | Золотий глобус                        | Найкраща жіноча роль в драмі                        |
| 2005 | Еммі                                  | Найкраща акторка драматичного серіалу               |
| 2006 | Премія гільдії кіноакторів США        | Найкраща акторка драматичного серіалу               |
| 2006 | Еммі                                  | Найкраща акторка драматичного серіалу               |
| 2007 | TV Land Awards                        | Улюблений слідчий                                   |
| 2007 | Премія гільдії кіноакторів США        | Найкраща акторка драматичного серіалу               |
| 2007 | Prism Awards                          | Найкращий виступ в драматичному серіалі             |
| 2007 | Еммі                                  | Найкраща акторка драматичного серіалу               |
| 2008 | Еммі                                  | Найкраща акторка драматичного серіалу               |
| 2009 | Премія гільдії кіноакторів США        | Найкраща акторка драматичного серіалу               |
| 2009 | Вибір народу                          | Улюблена телезірка                                  |
| 2009 | Грейсі                                | Найкраща акторка драматичного серіалу               |
| 2009 | Золотий глобус                        | Найкраща жіноча роль в драмі                        |
| 2009 | Еммі                                  | Найкраща акторка драматичного серіалу               |
| 2010 | Премія гільдії кіноакторів США        | Найкраща акторка драматичного серіалу               |
| 2010 | Еммі                                  | Найкраща акторка драматичного серіалу               |
| 2011 | People’s Choice Awards                | Favorite TV Crime Fighter                           |
| 2011 | Премія гільдії кіноакторів США        | Найкраща акторка драматичного серіалу               |
| 2011 | Еммі                                  | Найкраща акторка драматичного серіалу               |
| 2012 | Muse Awards                           | New York Women in Film & Television                 |
| 2013 | Голлівудська Алея Слави               | Зірка на «Алеї слави»                               |
| 2014 | People's Choice Awards                | Найкраща акторка драматичного серіалу               |
| 2014 | Грейсі                                | Найкраща акторка драматичного серіалу               |
| 2014 | Prism Awards                          | Найкращий виступ у сюжетній лінії                   |
| 2015 | People's Choice Awards                | Найкраща акторка кримінального серіалу              |